# Чадеган
Чадега́н или Чадга́н (перс. چادگان‎) — город в центральном Иране, в провинции Исфахан. Административный центр одноимённого шахрестана.

## География
Город находится в западной части Исфахана, в горной местности центрального Загроса, на высоте 2066 метров над уровнем моря.
Чадеган расположен на расстоянии приблизительно 84 километров к западу от Исфахана, административного центра провинции и на расстоянии 322 километров к юго-юго-западу (SSW) от Тегерана, столицы страны.
К югу от города расположено водохранилище Зайендеруд, созданное на одноимённой реке.

## Население
По данным переписи, на 2006 год численность населения города составляла 7037 человек.

## Транспорт
Ближайший аэропорт расположен в городе Шехре-Корд.